# Pont Gouin
Le pont Gouin est un pont routier situé à Saint-Jean-sur-Richelieu qui relie deux parties de cette ville en enjambant la rivière Richelieu et le canal de Chambly. Il est situé dans la région administrative de la Montérégie.

## Nouveau pont Gouin
Le nouveau pont Gouin permet à plus de 20 000 automobilistes de traverser chaque jour entre les secteurs Saint-Jean et Iberville de Saint-Jean-sur-Richelieu. Il comporte une voie dans chaque direction.
Il constitue également un lien primordial de la Route verte reliant la Montérégiade vers l’Estriade. La nouvelle structure possède 4 belvédères d’observation, un accès cyclistes et piétons aux 2 extrémités ainsi qu'une rampe d’accès piétons et cyclistes vers la jetée du canal de Chambly.
Le nouveau pont est construit au nord de l’ancien pont, toujours dans l’axe de la rue Saint-Jacques et de la 5e Avenue. Il a officiellement ouvert à la circulation le samedi 26 octobre 2019.

## Ancien pont Gouin (1915-2019)

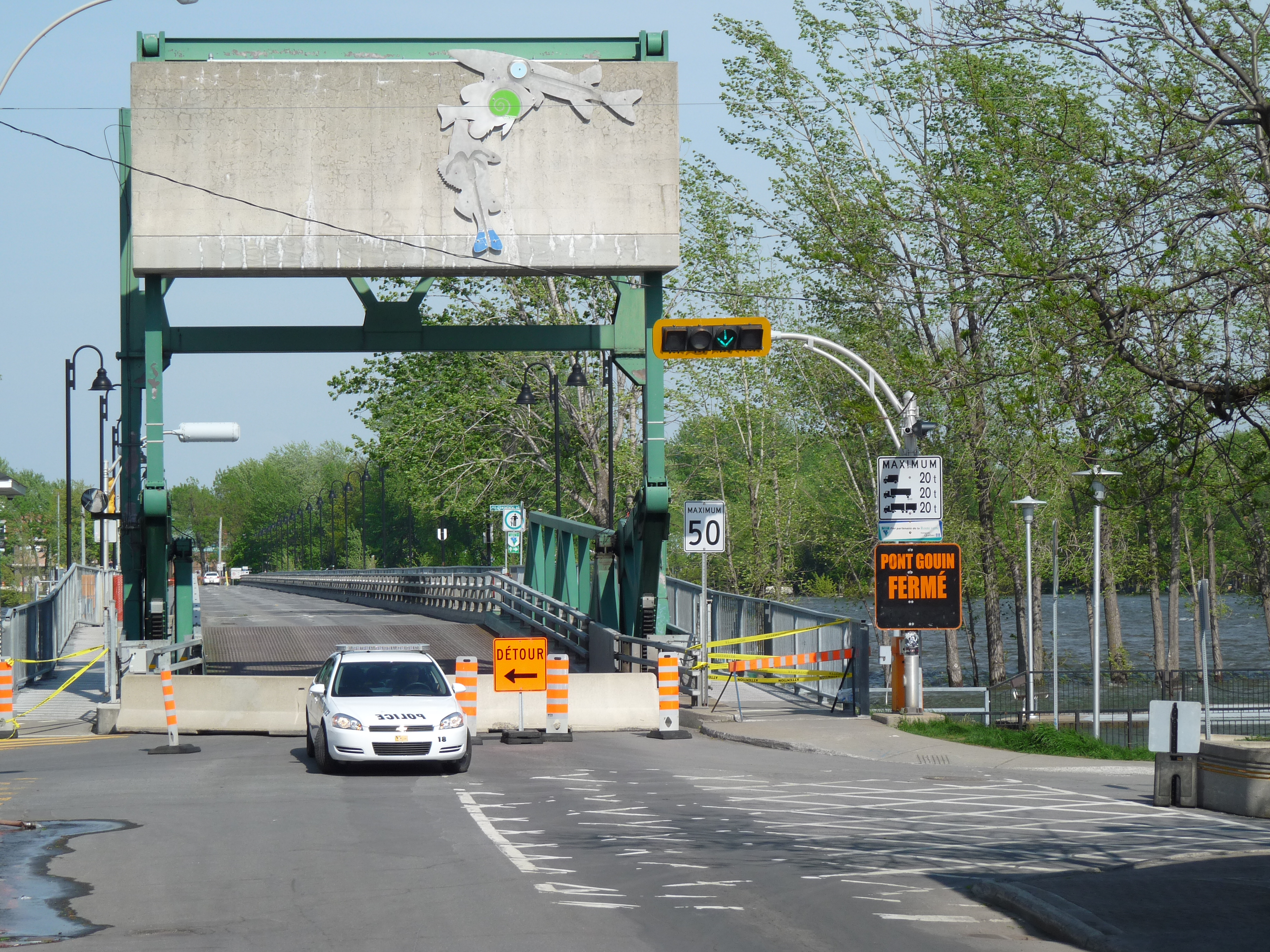
L'ancien pont Gouin vu de Saint-Jean-sur-Richelieu au printemps 2011 alors qu'il était temporairement fermé à cause d'inondations.

Le pont n'est emprunté par aucune route provinciale et est plutôt situé dans l'axe de la rue Saint-Jacques sur la rive gauche et de la 5e Avenue sur la rive droite. La partie du pont située à l'extrémité ouest, au-dessus du canal de Chambly, est un pont basculant à tablier simple.
Le pont comporte deux voies de circulation, soit une dans chaque direction, lesquelles sont séparées par une ligne double centrale. Un trottoir a également été aménagé de chaque côté. En raison de l'âge avancé du pont, seuls les véhicules de 20 tonnes et moins peuvent l'emprunter.
On estime qu'environ 15 000 véhicules empruntent le pont chaque jour, soit un peu moins de 5,5 millions de véhicules par année.
Sa démolition a été complétée le 4 novembre 2020.

## Toponymie
Le pont est nommé en l'honneur de Lomer Gouin (1861-1929), avocat et homme politique québécois qui fut Premier ministre du Québec de 1905 à 1920 et brièvement Lieutenant-gouverneur du Québec en 1929.